# Giertz
Giertz är en dansk-tysk släkt som sedermera blev svensk.
Släkten leder sin härkomst till hertigdömet Holstein i Tysk-romerska riket i tidigmodern tid, genom äldste kände stamfader Peter Gerdh (död 1701). Peter Gerdh omnämns som immigrerad guldsmedsmästare i Stockholm 1677, varefter han inflyttade till nyss svenskblivna Malmö som ålderman bland guldsmederna.
Förutom ättlingarna skräddare Martin Giertz, rådman Martin Giertz och konsul Martin Giertz, tillkom postmästare Carl Gustaf Giertz, vars sonson professor Knut Harald Giertz (1876-1950) gifte sig med Anna Ericsson (1881-1967), dotter till entreprenören Lars Magnus Ericsson (1846-1926), grundare av Telefonaktiebolaget LM Ericsson. De var föräldrar till biskopen och författaren Bo Giertz.
Den 31 december 2013 var 177 personer med efternamnet Giertz bosatta i Sverige. Alla med namnet Giertz är besläktade med varandra.

## Personer med efternamnet Giertz
- Anna-Maria Giertz (född 1948), barnskådespelare
- Bo Giertz (1905–1998), biskop i Svenska kyrkan, författare
- Caroline Giertz (född 1958), författare
- David Giertz (född 1972), entreprenör och grundare av telekombolaget DGC
- Eric Giertz (född 1949), professor i industriell ekonomi
- Gustav Giertz (1906–2002), professor i urologi
- Ingrid Giertz-Mårtenson (född 1937), modehistoriker
- Kajsa Giertz (född 1963), koreograf, dansös
- Knut Harald Giertz (1876–1950), läkare, professor i kirurgi
- Lars Magnus Giertz (1908–2008), arkitekt
- Lottie Giertz (född 1954), universitetslektor i socialt arbete
- Margareta Melin, född Giertz (född 1935), författare, psalmdiktare
- Martin Giertz (född 1942), författare
- Simone Giertz (född 1990), uppfinnare och YouTube-personlighet
- Stig Giertz-Hedström (1903–1992), företagare

## Stamtavla över kända personer i släkten Giertz
- Peter Giertz (död 1710), guldsmed
  - Martin Gertz (1697–1752), skräddare
    - Bengt Johan Giertz (född 1730), skräddaremästare
      - Carl Gustaf Giertz (1769–1828), postmästare, tullinspektör
        - Sven Jacob Giertz (1796–1856), postinspektör
          - Lars Enhard Giertz (1825–1874), sjökapten
            - Alma Sofia Augusta Giertz (1870–1944), gift med Herman Hedström (1867-1947), geolog
              - Stig Giertz-Hedström (1903–1992), företagare

          - Johan Bernhard Giertz (1831–1924), fabrikör
            - Knut Harald Giertz (1876–1950), läkare, professor i kirurgi, gift med Anna Ericsson (dotter till Lars Magnus Ericsson)
              - John Giertz (1904–1973), civilingenjör
                - John Giertz (1933–2019), representant
                  - Lottie Giertz (född 1954), universitetslektor socialt arbete

              - Bo Giertz (1905–1998), biskop i Svenska kyrkan, författare
                - Ingrid Giertz-Mårtenson (född 1937), modehistoriker, gift med Jan Mårtenson, diplomat
                - Martin Giertz (född 1942), författare

              - Gustav Giertz (1906–2002), professor i urologi
                - Margareta Melin, född Giertz (född 1935), författare, psalmdiktare
                  - Jonas Melin (född 1959)
                    - Josef Melin (född 1987), låtskrivare

                - Ulla-Carin Giertz (född 1942), civilekonom, gift med 1) Peter Wilhelm Kjellman och 2) Helge Skoog, skådespelare
                  - Kajsa Giertz (född 1963), koreograf, dansös (ursprungligen Kjellman)

                - Eric Giertz (född 1949), professor i industriell ekonomi

              - Lars Magnus Giertz (1908–2008), arkitekt
                - Magnus Giertz (född 1932), matematiker[2]
                  - Caroline Giertz (född 1958), författare
                    - Simone Giertz (född 1990), uppfinnare och YouTube-personlighet

                - Björn Giertz (född 1943), civilekonom
                  - David Giertz (född 1972), entreprenör och grundare av telekombolaget DGC

                - Anna-Maria Giertz (född 1948), barnskådespelare